# De La Guarda
De La Guarda ist der Name einer aus Argentinien stammenden Theater-Performance, die seit 1994 an verschiedenen Orten der Welt aufgeführt wird.
Der Untertitel theatre that falls from the sky verweist bereits auf das Hauptelement der 70-minütigen Show. Es handelt sich um eine Mixtur aus Tanz, Akrobatik und Theater, untermalt mit Musik verschiedener Stilrichtungen zwischen Rock, lateinamerikanischer Folklore und Techno. Das Publikum steht dabei in einem abgedunkelten Raum und die Performance findet hauptsächlich über den Köpfen der Zuschauer statt. Dadurch bekommt es auch die zum Einsatz kommenden Elemente Wasser, Dampf, Nebel und Feuer „hautnah“ zu spüren. Dabei sollen dem Zuschauer alle Sinne geöffnet werden.
Das Konzept von De La Guarda wurde Anfang der 1990er Jahre von einer freien Theatergruppe aus Buenos Aires entwickelt. Die wesentlichen Ideengeber waren die Schauspieler und Dramaturgen Pichon Baldinu und Diqui James und der Komponist Gaby Kerpel. Die Show gastierte mehrfach in New York und London, aber auch in Australien und Brasilien. Dazu werden immer wieder auch Akteure aus den Gastgeberländern gewonnen.
Für das deutsche Publikum fanden vom Dezember 2002 bis März 2003 die Vorstellungen in einer nicht mehr genutzten Produktionshalle für Kraftwerksgeneratoren von Bergmann-Borsig in Berlin-Wilhelmsruh statt. Dabei wurden in die bereits leer geräumte Halle über 15 m hohe Gerüste eingebaut, von denen aus die Künstler, hauptsächlich an Seilen schwingend, darboten.